# Mamie Smith
Pour les articles homonymes, voir Smith.
Mamie Robinson, plus connue sous son nom marital Mamie Smith, est une artiste américaine, née le 26 mai 1883 à Cincinnati (Ohio), morte le 23 octobre 1946 à Harlem.
Elle s'illustre successivement ou simultanément comme danseuse de revue, chanteuse de jazz et de blues, pianiste et actrice.

## Biographie
Mamie se produit dans des troupes de danse, les « Four Mitchells », dès l'âge de dix ans, puis fait partie des tournées de la revue The Smart Set à partir de 1912. Elle s'installe à Harlem l'année suivante avec son mari Williams Smith.
Elle chante dans de nombreux clubs et, en 1918, fait partie de la revue Maids of Harlem de Perry Bradford.
Son premier disque est enregistré le 14 février 1920 pour la marque Okeh. Il s'agit de That Thing Called Love et You Can’t Keep A Good Man Down, deux compositions de Bradford. Elle remplace ce jour-là la chanteuse Sophie Tucker qui est souffrante. Sans être foudroyant, son succès est suffisant pour qu’on fasse de nouveau appel à elle, et cette fois cela fait date dans l’histoire.
Crazy Blues, encore une chanson signée Bradford, est enregistrée à New York le 10 août 1920. Ceci est le premier disque blues enregistré et qui se vend à 75 000 exemplaires en un mois.
Après ce succès, elle enregistre près d'une centaine de disques pour Okeh ou pour Victor. Elle part en tournée dans le circuit T.O.B.A. (Theatre Owners Booking Association) avec son groupe baptisé les « Jazz Hounds », dont la composition est variable. Des artistes qui l'accompagnent font partie : Buster Bailey, Coleman Hawkins, Joe Smith, Johnny Dunn, Bubber Miley, le Harlem Trio et des orchestres tels, Fats Pichon et Andy Kirk. En 1936, elle forme les Beale Street Boys.
Elle est engagée comme actrice pour le cinéma dans des films musicaux comme Jailhouse Blues, Paradise in Harlem ou Murder on Lenox Avenue.
La maladie et la pauvreté viennent à bout de la première grande chanteuse de blues américaine qui meurt dans le dénuement à l'âge de 63 ans à l'hôpital de Harlem (New York). Elle est inhumée au Frederick Douglass Memorial Park Cemetery sur Staten Island (New York).

## Filmographie
- 1929 : Jailhouse Blues de Basil Smith (court-métrage)
- 1939 : Paradise in Harlem de Joseph Seiden
- 1940 : Stolen Paradise de Louis J. Gasneir
- 1940 : Sunday Sinners d'Arthur Dreifuss
- 1941 : Murder on Lenox Avenue d'Arthur Dreifuss
- 1942 : Because I Love You (court-métrage)